# Щитоносные райские птицы
Щитоносные райские птицы (лат. Ptiloris) — род птиц из семейства райских птиц. Эти птицы распространены в Австралии, Индонезии и Папуа — Новой Гвинее.

## Состав рода
Международный союз орнитологов относит к роду 4 вида:
- Великолепная щитоносная райская птица (Ptiloris magnificus (Vieillot, 1819))
- Ptiloris intercedens Sharpe, 1882
- Щитоносная райская птица (Ptiloris paradiseus Swainson, 1825)
- Щитоносная райская птица Виктории (Ptiloris victoriae Gould, 1850)